# Койуеко
Койуеко (ісп. Coihueco) — місто в Чилі. Адміністративний центр однойменної комуни. Населення — 7230 осіб (2002). Місто і комуна входить до складу провінції Пунілья і регіону Ньюбле.
Територія комуни — 1776,6 км². Чисельність населення — 24 532 мешканців (2007). Щільність населення — 13,81 чол./км².

## Розташування
Місто розташоване за 50 км на схід від адміністративного центру провінції міста Чильян.
Комуна межує:
- на півночі — з комуною Сан-Карлос
- на північному сході — з комуною Сан-Фабіан
- на південному сході — з комуною Неукен (Аргентина))
- на південному заході — з комуною Пінто
- на заході — з комуною Чильян